# ميخائيل أغيلار
ميخائيل أغيلار (بالإنجليزية: Michael Aguilar)‏ هو منافس ألعاب قوى بليزي، ولد في 9 أبريل 1979.

## وصلات خارجية
- ميخائيل أغيلار على موقع الاتحاد الدولي لألعاب القوى (الإنجليزية)
- ميخائيل أغيلار على موقع أوليمبيديا (الإنجليزية)